# Parthenium
Genre

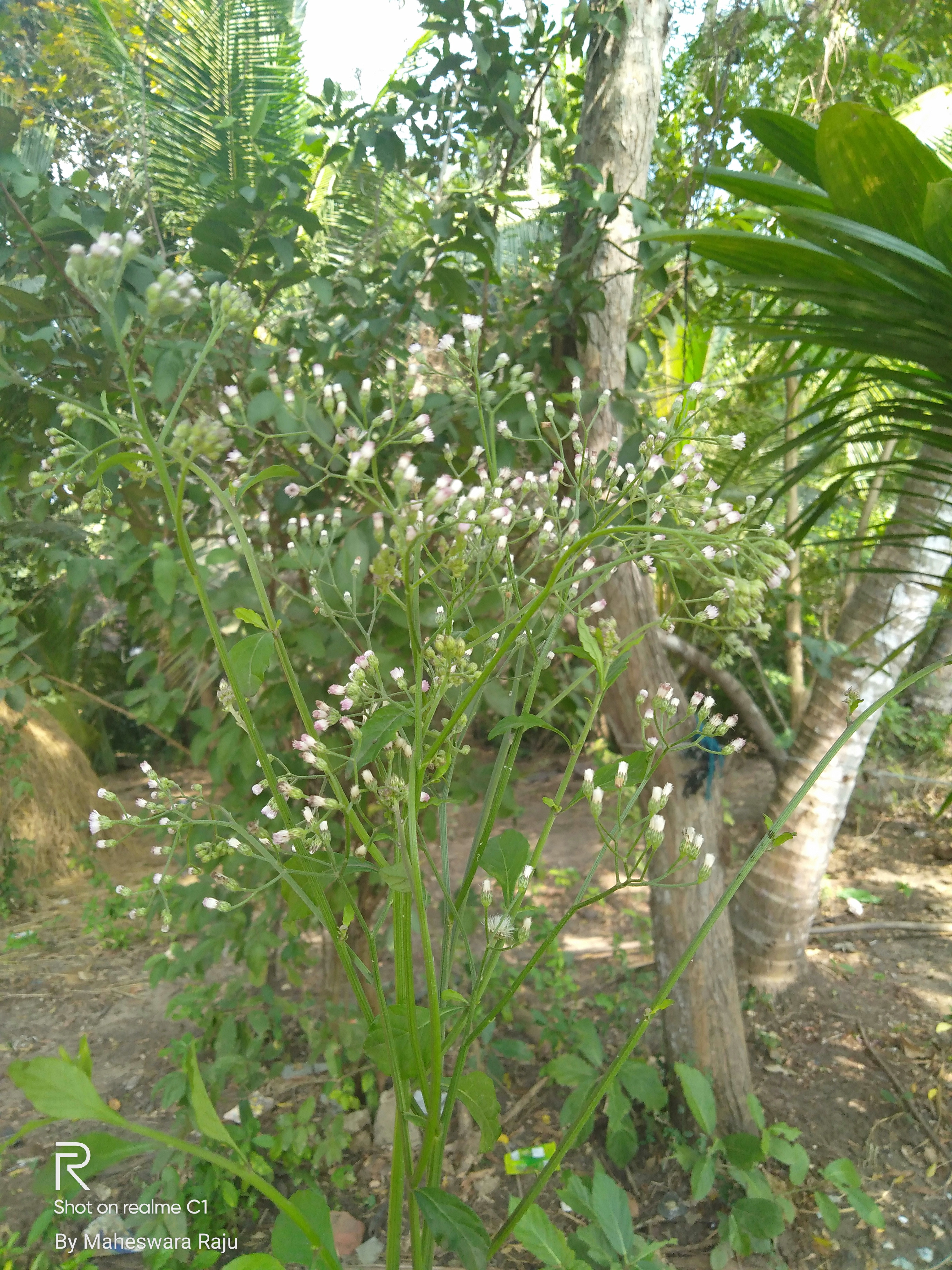
Parthenium.

Parthenium est un genre de plantes à fleurs dicotylédones de la famille des Asteraceae.
Ce genre comprend une quinzaine d'espèces, plantes herbacées ou arbrisseaux, originaires des régions tropicales et subtropicales d'Amérique. Plusieurs espèces ont été introduites dans l'ancien Monde et en Océanie.
Le nom générique Parthenium dérive d'un terme grec, soit παρθένος (parthenos), qui signifie « vierge », soit de παρθένιον (parthenion), nom ancien d'une plante. Parthenium désignait en latin diverses plantes (matricaires, mercuriales et surtout pariétaires).

## Liste d'espèces
Selon Tropicos (18 février 2016) (Attention liste brute contenant possiblement des synonymes) :
- Parthenium alpinum (Nutt.) Torr. & A. Gray
- Parthenium arctium Bartlett
- Parthenium argentatum A. Gray
- Parthenium auriculatum Britton
- Parthenium bipinnatifidum (Ortega) Rollins
- Parthenium cineraceum Rollins
- Parthenium confertum A. Gray
- Parthenium densipilum S.F. Blake
- Parthenium fruticosum Less.
- Parthenium glomeratum Rollins
- Parthenium hisperiformis
- Parthenium hispidum Raf.
- Parthenium hysterophorus L.
- Parthenium incanum Kunth
- Parthenium integrifolium L.
- Parthenium ligulatum (M.E. Jones) Barneby
- Parthenium lloydii Bartlett
- Parthenium lobatum Buckley
- Parthenium lozanoanum Bartlett
- Parthenium lyratum A. Gray
- Parthenium matricaria Gesn. ex Rupr.
- Parthenium parviceps S.F. Blake
- Parthenium radfordii Mears
- Parthenium ramosissimum DC.
- Parthenium repens Eggert
- Parthenium rollinsianum Rzed.
- Parthenium schottii Greenm.
- Parthenium stramonium Greene
- Parthenium tetraneuris Barneby
- Parthenium tomentosum DC.